# مسجد سیده زینب (قاهره)
مسجد سیده زینب (به عربی: مسجد السيدة زينب) بر اساس قولی، محل دفن زینب کبری است و از معروف‌ترین مساجد و آرامگاه‌ها در مصر می‌باشد.

## انتساب
دربارهٔ محل دفن زینب دختر علی ۳ قول وجود دارد. بقیع و دمشق دو مکان احتمالی دفن زینب است، ولی در مصر قول معروف را دفن زینب در مکانی می‌دانند که بعدها شهر قاهره در کنار آن ساخته شد. این آرامگاه دارای ضریح و مسجدی نیز هست و در محله سیده زینب (قاهره) قرار دارد.

## تاریخ ساخت
وفات زینب در سال ۶۵ بود ولی ساخت آرامگاه او را در سال ۸۵ق دانسته‌اند. بعدها جهانگردانی چون ابوعبدالله فاسی در ماه محرم ۳۶۹ق مصادف با عهد فاطمیان و دوره معد فاطمی، در سفر به مصر مزار زینب را زیارت کرده‌است.

## بازسازی‌ها
علی پاشا در سال ۹۵۱ق/۱۵۴۷م و نیز عبدالرحمن کدخدا در ۱۱۷۱م/۱۷۶۸م این مقام را بازسازی کردند. اما وزارت اوقاف مصر در ۱۹۴۰م آن را بازسازی کرد و مرقد و مسجد توسعه یافت و در سال ۱۹۶۹م هم آن را گسترده‌تر کرد.